# Symphysanodon typus
Symphysanodon typus is een straalvinnige vissensoort uit de familie van symphysanodonten (Symphysanodontidae). De wetenschappelijke naam van de soort werd voor het eerst geldig gepubliceerd in 1878 door Bleeker.